# Las Piñas
Las Piñas – miasto w Filipinach w regionie Region Stołeczny, na wyspie Luzon. W 2010 roku liczyło 552 573 mieszkańców.